# Ɛ̧
Cette page contient des caractères spéciaux ou non latins. S’ils s’affichent mal (▯, ?, etc.), consultez la page d’aide Unicode.
Ɛ̧ (minuscule : ɛ̧), appelé epsilon cédille, est un graphème utilisé dans l’écriture de certaines langues camerounaises dont le kako, le mbodomo et le pana. Il s’agit de la lettre epsilon diacritée d’une cédille.

## Utilisation
En langues camerounaises suivant l’Alphabet général des langues camerounaises, ‹ ɛ̧ › représente un epsilon nasalisé. Il ne s’agit d’une lettre à part entière, et elle placée avec l’epsilon sans accent ou avec un autre accent dans l’ordre alphabétique.

## Représentations informatiques
L’epsilon cédille peut être représenté avec les caractères Unicode suivants :
- décomposé (latin étendu B, Alphabet phonétique international, diacritiques) :

| formes    | représentations | chaînes de caractères | points de code | descriptions                                         |
| --------- | --------------- | --------------------- | -------------- | ---------------------------------------------------- |
| capitale  | Ɛ̧               | Ɛ◌̧                    | U+0190 U+0327  | lettre majuscule latine e ouvert diacritique cédille |
| minuscule | ɛ̧               | ɛ◌̧                    | U+025B U+0327  | lettre minuscule latine epsilon diacritique cédille  |

## Sources
- Ibirahim Njoya, Précis d’orthographe pour la langue pana, Yaoundé, Cameroun, Association Camerounaise pour la Traduction de la Bible et l’Alphabétisation, 2010 (lire en ligne [archive du 27 novembre 2010])
- Virginia Boyd, Exposé de l’alphabet et de l’orthographe proposé pour le gbaya mbodomo, Yaoundé, Ministère de la Recherche Scientifique et Technique & SIL, 2000 (lire en ligne)